# Vagrans buruana
Vagrans buruana är en fjärilsart som beskrevs av Hans Fruhstorfer 1904. Vagrans buruana ingår i släktet Vagrans och familjen praktfjärilar. Inga underarter finns listade i Catalogue of Life.